# Bambera
La bambera es un palo flamenco.

## Definición
Las bamberas o bambas surgen de aflamencar el cante de columpio del folclore tradicional andaluz. Estos cantes eran conocidos como bambas o mecederos, que eran cantados al ritmo del bamboleo del columpio.
En su Crónica de la provincia de Sevilla (1868), José de Bisso lo cuenta así:

"Las vampas o bambas son un doble columpio que se suspende de un grueso árbol, por lo ordinario nogal, y se atraviesa con una tabla bastante resistente; colócase en ella la pareja que se mece mientras hace el corro y cantan e impulsan la vampa. Regularmente cada copla de uno de los del corro es contestada por otra de los del columpio; pero lo original es que para estas ocasiones guardan los amantes todas sus quejas, sus celos, desdenes, y, con una imaginación viva y perspicaz, improvisan expresivas canciones, de un momento en que median reconvención y ternezas, galanterías o resentimientos, desaires o desahogos de contenida pasión".

## Origen
El origen de la bambera se debe a la Niña de los Peines en compás de fandangos, reelaborada en 1970 por Fosforito, acompañado de Paco de Lucía, que le impuso el ritmo definitorio al compás de doce tiempos de la soleá (algo acelerada). Morente, en su disco Lorca (1998), hace este cante por tangos.

## Composición
La bamba tiene cuatro versos octosílabos, o el primero y tercero heptasílabos y el segundo y el cuarto pentasílabos. Se repiten generalmente los dos primeros versos al final de la copla, o bien forma una quintilla repitiendo tan sólo el segundo.

## Autores
Bamberas han sido grabadas por muchos. Son interesantes las de La Niña de los Peines, Enrique Morente, Carmen Linares y Rocío Jurado, entre otros.

## Ejemplo de letra
La bamba está bien sujeta
                  
con una soga en ca lao
                  
meciéndote se te aprietan
                  
mis manos a tu costao